# Marie Wilson
Katherine Elisabeth Wilson (Anaheim, 19 de agosto de 1916 – Hollywood, 23 de novembro de 1972), mais conhecida pelo seu nome artístico, Marie Wilson, do sitcom estadunidense My Friend Irma; foi uma atriz indicada ao Oscar Americano de rádio, cinema; e atriz de televisão.